# Platyseius mackerrasae
Platyseius mackerrasae är en spindeldjursart som beskrevs av Womersley 1956. Platyseius mackerrasae ingår i släktet Platyseius och familjen Ascidae. Inga underarter finns listade i Catalogue of Life.